# Gobir
 (août 2017).
Si vous disposez d'ouvrages ou d'articles de référence ou si vous connaissez des sites web de qualité traitant du thème abordé ici, merci de compléter l'article en donnant les références utiles à sa vérifiabilité et en les liant à la section « Notes et références ».
XIe siècle – 1808
Entités suivantes :
- Califat de Sokoto

Gobir, cité-État historique du Sahel est selon la tradition l'un des sept royaumes haoussa légitimes. Son territoire s'étend entre le Niger et le Nigeria actuels. 
De nos jours, le Sultanat du Gobir est une entité coutumière du Niger divisé en quatre cantons : Chadakori, Guidan Sori, Guidan Roumdji et Saé Saboua. Le pouvoir central est détenu par le Sultant qui réside à Tibiri (Niger) capitale du Sultanat.

## Origines
Le Gobir a une origine égyptienne puisque les Gobirawa sont descendants des Coptes.[réf. nécessaire] C'est à la suite de plusieurs années de migrations qu'ils ont atterri dans leur emplacement actuel. Cette migration les a amené en Libye puis ils se sont installés dans une ville du Niger située près d'Agadez. Cette ville portait le nom de Marandet et a été un véritable centre d'intelligence[pas clair], de gouvernement et d'affaires. C'est le carrefour des caravanes qui viennent depuis le Gonja en direction du Fézan.
Le royaume est dirigé par Babari dan Uban Iche de 1742 à 1770, puis par Dan Gude dan Babari, le fils du précédent, de 1770 à 1777. Dan Gude dan Babari est tué au combat par des Touaregs qui cherchaient à envahir le royaume.
Bawa dan Babari, frère de Dan Gude, prend alors le titre de roi (sarkin). Le règne de Bawa est paradoxal, d'un côté il fait de Gobir le royaume haoussa le plus puissant militairement de son époque. Le royaume de Gobir est alors à son apogée et Bawa est surnommé Jan Gwarzo (ou Jangorzo), le Rouge courageux, témoignage de son style de gouvernement.
Mais de l'autre côté, le Peul Ousman dan Fodio, originaire du royaume, commence sa carrière de prédicateur musulman dans la ville de Degel (en) à partir de 1774. Il va critiquer sur la base du Coran, la politique fiscale du royaume et plus encore le fonctionnement du royaume. La renommée d'Ousman dan Fodio croit et il fédère une large opposition à la royauté haoussa. Lorsque les oulémas du royaume sont réunis pour l'aïd al-Adha en 1788-1789, Ousman dan Fodio effectue des demandes publiques et critiques au sarkin Bawa, mais Bawa accède à ces demandes.
Bawa meurt en 1795 et Yaq`uba dan Babari lui succède (1795-1801), puis Nafata (en) (1801-1803). Nafata tente de limiter l'attrait d'Ousman dan Fodio en interdisant à toute personne convertie à l'islam par Ousman dan Fodio de revenir à sa religion initiale, interdisant aussi tout prêche public.
En 1803, Younfa, neveu de Bawa dan Babari et fils de Nafata, accède au trône. Younfa a reçu les enseignements islamiques d'Ousman dan Fodio. Il tente de contrer Ousman dan Fodio en proposant le rétablissement d'un gouvernement basé à la fois sur les conceptions religieuses locales mais aussi sur l'islam. Les partisans d'Ousman dan Fodio, qui ont fondé le califat de Sokoto en 1804, jugent toutefois les dirigeants de Gobir impies par rapport aux principes de l'islam. Younfa essaie d'assassiner Ousman mais échoue et les deux camps se lancent dans la guerre Fulani (1804-1808). En 1808, les djihadistes d'Ousman prennent Alkalawa (en), la capitale du royaume et tuent Younfa. Gobir est alors annexé par le califat de Sokoto.